# 서산시·태안군
서산시·태안군은 대한민국의 국회의원 선거구이다. 충청남도 서산시와 태안군을 관할한다. 현 지역구 국회의원은 국민의힘의 성일종이다.

## 역사
1995년 1월 1일을 기해 서산군이 서산시와 통합하여 통합 서산시가 출범했다. 이에 제15대 국회의원 선거를 앞두고 서산시·서산군·태안군 선거구가 서산시·태안군 선거구로 개편되면서 신설되었다.

## 관할 구역
| 대수  | 관할 구역               |
| ----- | ----------------------- |
| 15대~ | 서산시 일원 태안군 일원 |

## 역대 국회의원
| 선거   | 정당 | 정당         | 의원   |
| ------ | ---- | ------------ | ------ |
| 1996년 |      | 자유민주연합 | 변웅전 |
| 2000년 |      | 새천년민주당 | 문석호 |
| 2004년 |      | 열린우리당   | 문석호 |
| 2008년 |      | 자유선진당   | 변웅전 |
| 2012년 |      | 자유선진당   | 성완종 |
| 2014년 |      | 새누리당     | 김제식 |
| 2016년 |      | 새누리당     | 성일종 |
| 2020년 |      | 미래통합당   | 성일종 |
| 2024년 |      | 국민의힘     | 성일종 |

## 역대 선거 결과

### 대한민국 제15대 국회의원 선거
|  | 54.17% |

|  | 28.10% |

|  | 14.18% |

|  | 3.52% |

### 대한민국 제16대 국회의원 선거
|  | 48.44% |

|  | 40.61% |

|  | 10.94% |

### 대한민국 제17대 국회의원 선거
|  | 46.81% |

|  | 38.05% |

|  | 7.01% |

|  | 5.55% |

|  | 2.56% |

### 대한민국 제18대 국회의원 선거
|  | 51.65% |

|  | 30.18% |

|  | 16.78% |

|  | 1.38% |

### 대한민국 제19대 국회의원 선거
|  | 42.55% |

|  | 29.12% |

|  | 28.31% |

### 2014년 대한민국 재보궐선거
|  | 49.66% |

|  | 37.76% |

|  | 12.56% |

### 대한민국 제20대 국회의원 선거
|  | 39.05% |

|  | 37.29% |

|  | 23.65% |

### 대한민국 제21대 국회의원 선거
|  | 52.69% |

|  | 44.20% |

|  | 2.29% |

|  | 0.80% |

### 대한민국 제22대 국회의원 선거
|  | 51.55% |

|  | 48.44% |